# 羽二重豆腐
羽二重豆腐株式会社（はぶたえとうふ、英文名称Habutaetoufu Co.,Ltd.）とは石川県金沢市に本社を置く日本の食品メーカーである。

## 概要
現在では油揚げ・がんもどきなどを加工した冷凍食品が売り上げの大半を占めているが、もともとは凍豆腐（高野豆腐）の製造販売からスタートしたメーカーである。真宗門徒の多い石川県内では報恩講などの行事に欠かせない食材として、また普段のおかずの材料として「羽二重豆腐」は好まれ、同県内では「高野豆腐」の代名詞ともなっている。
北海道札幌市北区と東京都大田区、大阪市西区に営業所を設けている。2023年3月、大阪営業所が同区、北堀江ゲイトビルへ移転。
「こうや豆腐普及委員会」会員。
2021年1月18日、朝の情報番組にて、金沢おでんの具材として肉詰いなり（放送では肉いなり）を紹介される。
2023年6月、創業100周年を機にロゴを変更。

## 沿革
- 1923年 - 越桐弥太郎が金沢市田丸町にて冷凍業及び一夜凍豆腐の製造をはじめたことが起源となっている。
- 1929年 -「日の丸豆腐」と称した製品が販売される。
- 1935年 - 現在地に凍豆腐製造専門の越桐冷凍食品工場を建設。「羽二重豆腐」と称した製品を関西市場に売り出す。
- 1953年 - 越桐冷凍食品株式会社を設立。
- 1956年 - 羽二重豆腐株式会社に社名変更。
- 1966年 - 凍豆腐についてJASマーク工場の認定を受ける。
- 1970年 - 日本冷凍食品協会規定認定工場となる。
- 1978年 -「味だし付羽二重こうや豆腐」の開発および生産を開始。
- 1982年 - 日本医療食協会認定工場となり、医療食生産を開始。
- 1998年 - 凍り豆腐いわゆる「こうや豆腐」が石川県ふるさと食品として認定される。
- 2000年 - 食品衛生管理の徹底をはかるために、HACCP推進委員会を発足する。
- 2001年 - 越桐葉子が会長に就任、藤原英二が社長に就任。
- 2002年 - 味付け・包装工場を建設。
- 2004年 - ホームページ公開、豆乳商品開発に着手。
- 2003年 - 新公害防止排水処理施設を建設。
- 2008年 - 冷凍食品第二工場を新設。
- 2009年 - 営業出荷冷蔵庫設備の設備拡充と新物流システムの導入。
- 2012年 - ISO9001認証取得。
- 2014年 - がんも連続製造設備を更新。
- 2019年
  - 豆腐ハンバーグ連続製造設備を更新。
  - FSSC22000認証取得。
- 2023年6月 - 創業100周年を迎える。

## 主たる商品
- 「香ばしい大判がんもＺ」
- 「冷凍絹厚揚げ（四角）」
- 「S野菜とわかめの豆乳よせ」
- 「花がんも」
- 「花がんも（紅）」
- 「黒豆がんも」
- 「味付野菜入りがんも」
- 「明月がんも10（R)」
- 「枝豆がんも」
- 「豆乳まる揚げ20g（野菜入）」
- 「豆乳五采蒸し」ほか

## キャッチコピー
- 「私たちは、古都金沢から、こだわりの大豆食品を。」